# Stark (cràter)
Stark és un cràter d'impacte pertanyent a la cara oculta de la Lluna. S'hi troba al sud-est del prominent cràter Tsiolkovskiy, i al nord de Subbotin.

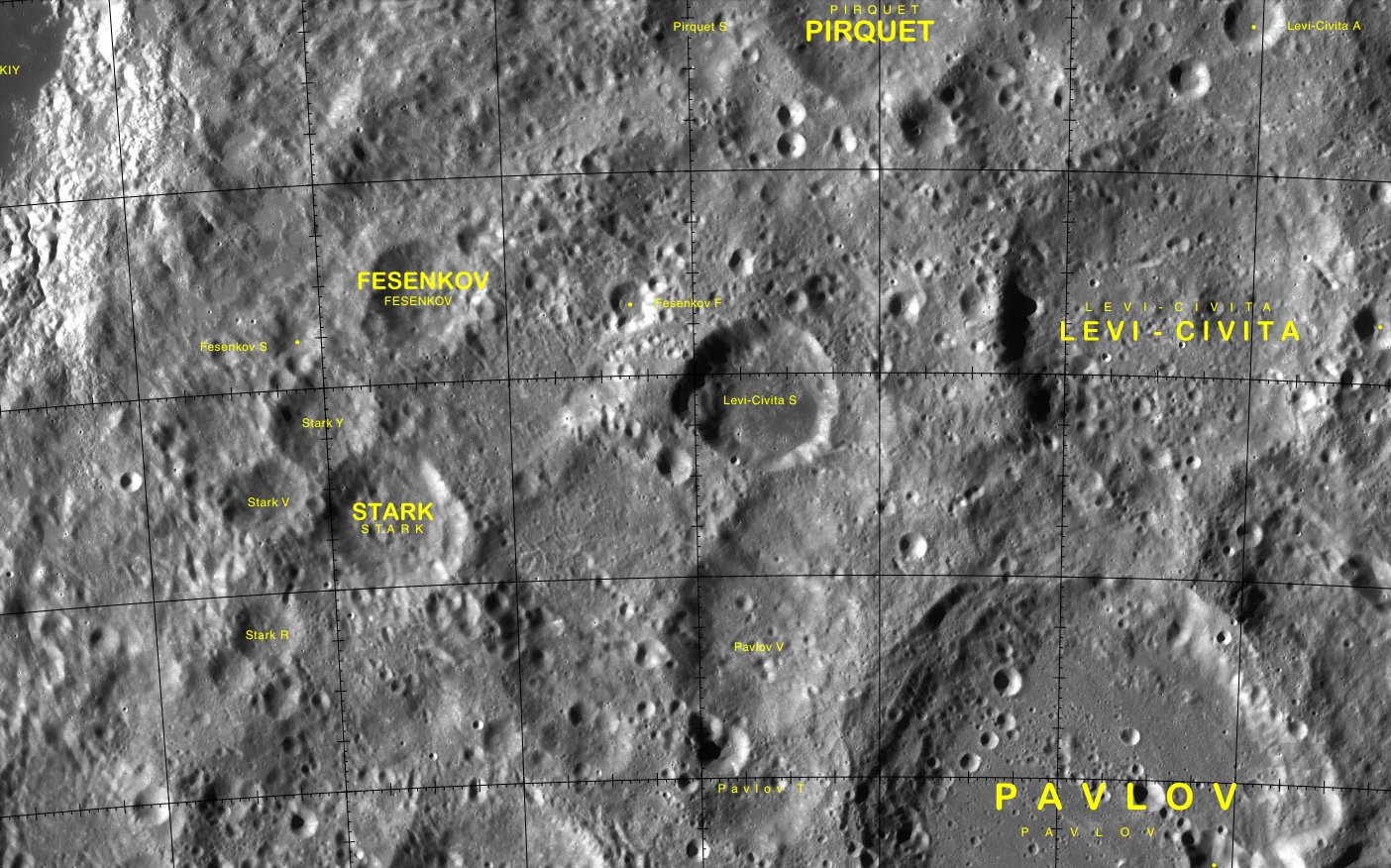
Entorn d'Stark (situat al centre de la meitat esquerra de la fotografia)

És un cràter molt erosionat, amb una vora exterior irregular i un interior desigual. El parell de cràters satèl·lit lleugerament més petits, Stark Y i Stark V estan units al nord-oest i a l'oest respectivament, creant una formació de triple cràter (es van suggerir les designacions Homer per Stark Y i Safo de Mitilene per Stark V, però la UAI les va rebutjar). A l'interior de Stark jeu un petit cràter, situat just al sud del punt mitger.

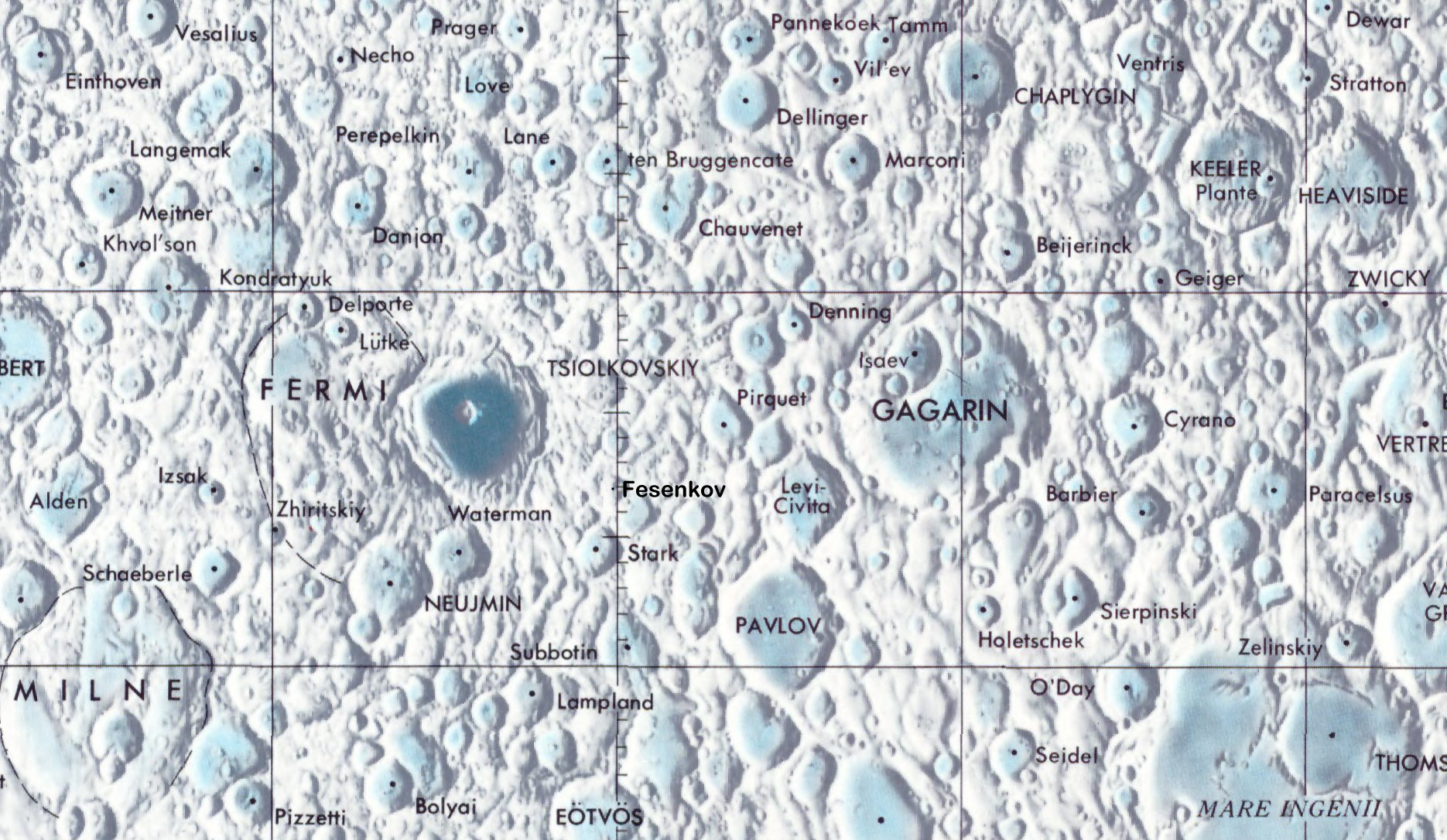
Localització d'Stark (al centre de la imatge)

## Cràters satèl·lit

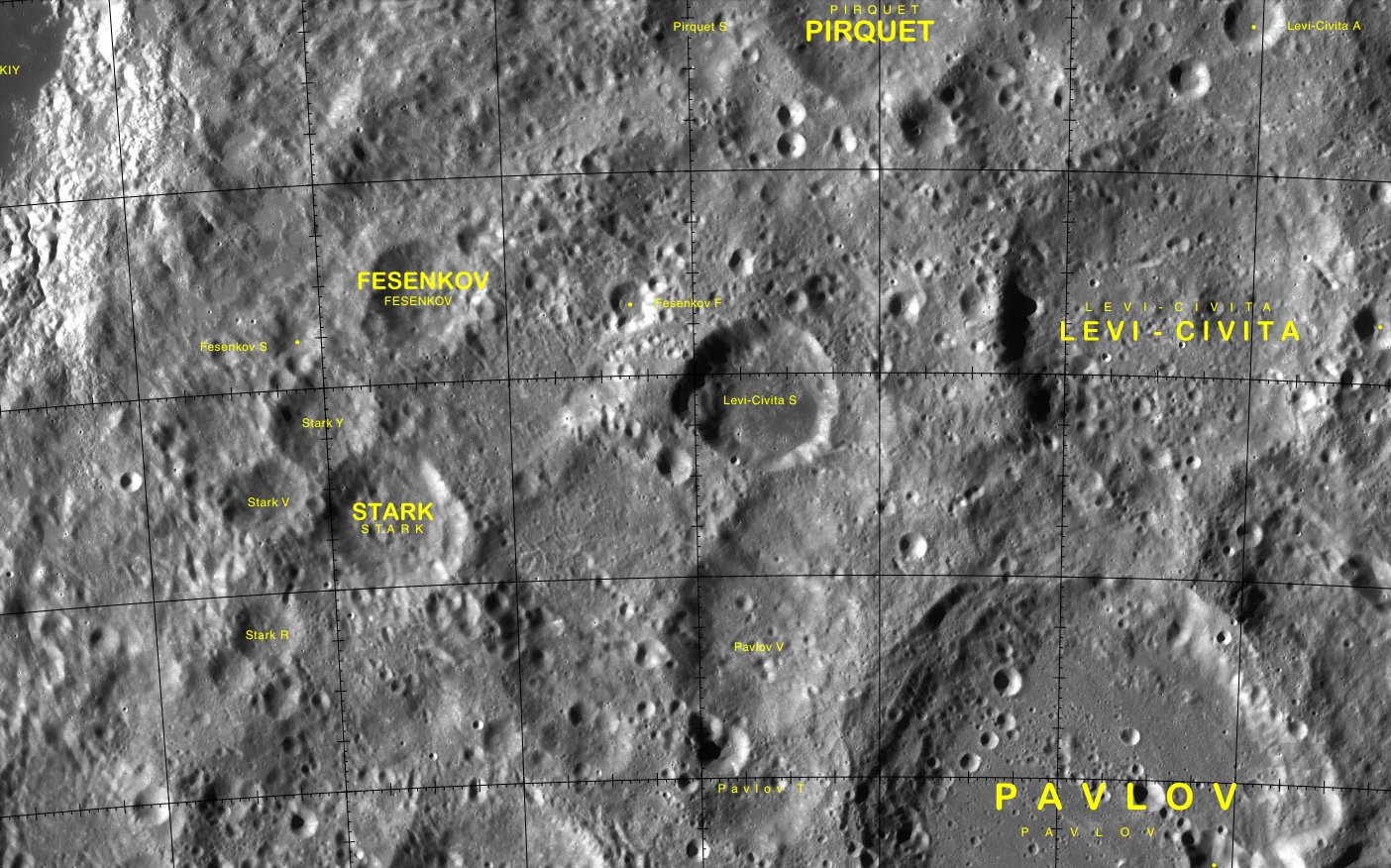
Entorn d'Stark (situat al centre de la meitat esquerra de la fotografia)

Per convenció aquests elements són identificats en els mapes lunars posant la lletra en el costat del punt mitjà del cràter que està més proper a Stark.
|       | \| Stark \| Coordenades \| Diàmetre \| \| ----- \| -------------------------------------- \| -------- \| \| R \| 26° 18′ S, 133° 12′ E / 26.3°S,133.2°E \| 21 km \| \| V \| 25° 06′ S, 133° 18′ E / 25.1°S,133.3°E \| 25 km \| \| Y \| 24° 24′ S, 134° 00′ E / 24.4°S,134.0°E \| 31 km \| |          |
| Stark | Coordenades | Diàmetre |
| R     | 26° 18′ S, 133° 12′ E / 26.3°S,133.2°E | 21 km    |
| V     | 25° 06′ S, 133° 18′ E / 25.1°S,133.3°E | 25 km    |
| Y     | 24° 24′ S, 134° 00′ E / 24.4°S,134.0°E | 31 km    |